# Pasar Rantau Embacang
Pasar Rantau Embacang is een bestuurslaag in het regentschap Bungo van de provincie Jambi, Indonesië. Pasar Rantau Embacang telt 1023 inwoners (volkstelling 2010).